# Теодицея
Теодицея (на френски: théodicée, от гръцки theos = θεός = бог + díke δίκη = справедливост) е класически теологичен проблем за онези религии, които изхождат от съществуването на един всемогъщ, безкрайно добър и всезнаещ (безкрайно мъдър) бог.
Въпросът гласи: Как съществуването на един такъв бог да се съвмести със съществуването на зло в света. Проблемът е разгледан още в Стария завет в книгата на Йов, както и в Древна Гърция от Епикур. Самият термин е въведен от философа Готфрид Лайбниц (1646 – 1716), който през 1710 г. в есето си Теодицея (на френски: Essais de Théodicée sur la bonté de Dieu, la liberté de l'homme et l'origine du mal) се опитал да покаже, че този свят е „най-добрият от всички възможни светове“ и поради това съществуването на злото в света не противоречи на Божията доброта.

## Проблемът
В класическия си вид проблемът е формулиран още от гръцкия философ Епикур (341 – 270 пр. Хр.):
Или Бог иска да премахне Злото и не може:
то тогава Бог е слаб, което не е вярно,
или може и не иска:
то тогава Бог е злонравен, което му е непознато,
или не го иска и не е в състояние:
то тогава той е слаб и злонравен едновременно, тоест не е Бог,
или той го иска и е в състояние, което единствено приляга на Бога:
Тогава откъде идват злините и защо не ги премахва?
Този текст е достигнал до нас чрез църковния писател Лактаний (Lactantius около 250 до след 317). Някои от формулировките вероятно произлизат по-скоро от неговата теология, отколкото от тази на Епикур, тъй като според Епикур боговете били блажени същества, които просто не се грижат за света.

## Възможни начини за решение на проблема
Проблемът за теодицеята, погледнато логично, се състои в противоречието на две твърдения: От една страна стои предположението, че Бог е безкрайно добър, всезнаещ и всемогъщ; от другата опитът, че в света съществува зло. Поради това, решения на проблема могат да се търсят единствено в обезсилване на едно от двете предположения по някакъв начин или в обявяването на противоречието за легитимно (т.е. за приемливо). Съществуват следните основни подходи за решение на проблема:

### Представяне на злото като относително
А. Злото не съществува самостоятелно, а е частен случай, липса на добро (privatio boni). Злото няма самостоятелно съществуване, а е липса на съществуване и съответно липса на добро (privatio boni) (Августин (Augustin), Тома Аквински (Thomas Aquin). Следователно в крайна сметка е нищо: malum nihil est (Боеций (Boethius).
Но този подход се намира в противоречие с безкрайната божия доброта. Ако дори безкрайната доброта представлява липса на доброта, то тогава винаги ще има недостатък от доброта. Така не би било възможно и едно отвъдно съществуване без страдания.
Б. Злото е остатък от едно несъвършено пробно сътворение на Бога (Съгласно Кабалата). Съгласно представянето на генезиса според книгата Сохар (Sohar) Бог е сътворил преди нашия свят други светове и поради несъвършенството им ги е разрушил (до този момент има съответствие с интерпретацията на Мидраш (Midrasch = тълкуване на религиозни текстове в равинското еврейство). Остатъците от тези светове са се съхранили според Сохар като „шушулки“ (на еврейски qlipot), които продължават да съществуват и причиняват злото в света („обратната страна“, на еврейски sitra achra). Но тъй като и те първоначално са сътворени от Бог, съдържат все още „искрици от святост“ (на еврейски nizzozot schel qduschah).
В противоречие на това са всички качества на Бог:
- Безкрайна мъдрост: Бог би трябвало да знае, че предишните светове са несъвършени.
- Всемогъщество: Бог е трябвало да сътвори перфектно несъвършените светове или най-малкото да ги отстрани дотам, че нашия свят да е недостъпен за злото и несъвършенството.
- Безкрайна доброта: Как може Бог да разрушава собствените си творения, ако е добър? И как може да допуска несъвършени творения да причиняват страдания на невинни (нашия свят)?

В. Ние живеем в най-добрия от всички възможни светове (Лайбниц). Според Г. В. Лайбниц има безброй много възможни светове. От всички тях Бог е създал само един, а именно най-съвършения, в който лошото заема най-малкото място („най-добрия от всички възможни светове“). Всяка форма на лошото в крайна сметка е необходима и обяснима.
Лайбниц различава три вида злини:
- malum metaphysicum, метафизичната злина (Творението по необходимост е несъвършено, тъй като в противен случай би било идентично с Бог);
- malum physicum, физическата злина (Болката и страданието са необходими, тъй като предпазват от вредното и стимулират към полезното) и
- malum morale, моралното зло (Грехът, който води до отказ от Бог).

Страданието, библейски погледнато, служи на една добра цел: Разпознаването на свещените качества на Бога предполага – поне според мнението на някои екзегети – неговите творения, които трябва да го обичат заради това, т. е. заради качествата му, да научат за противоречието между доброто и злото. Това познание не е вродено в човека, а трябва да се развие в него впоследствие. Откъде обаче би могъл да научи човекът за противоречието между добро и зло ако негативни обстоятелства („злото“) не го атакуват от околния свят? Как по-нататък би могло да се случи това, освен чрез забрана да не се върши нещо определено? И така Бог предостави възможността на първите хора да вкусят от „дървото на познанието“ (1. Мойсей 3:4), дървото на познанието на доброто и злото. Тъй като често болестта е онова, което прави здравето толкова приятно; доброто изпъква особено на фона на злото, засищането на фона на глада, почивката на фона на умората. Според едно диалектическо (но и твърде спорно) мнение за бога, тези противоречия са в единство – за Бог всички неща са правилни и добри, тъй като са пътища към целта в неговия план; хората обаче могат да смятат едно за справедливо, а друго за лошо. За тях е важно да преживеят и двете.
Но и при този подход не се решава проблема, тъй като както преди Бог е всемогъщ, всезнаещ и безкрайно добър. Ако Бог действително въвежда страданието и го допуска, за да може да се различава колко прекрасен е той, то това се намира най-малкото в противоречие с неговата безкрайна доброта.
Г. Страданието като преходен стадий на историята (Хегел). В противоречие с това се намира божията безкрайна доброта, тъй като Бог знае изхода на историята и не намира за необходимо да се намеси като регулатор (да намали страданието).
Д. Страданието само изглежда като зло. На нас някои неща ни изглеждат като злини, но ние не можем да ги преценим обективно. Те не са „обективно“ лоши.
Е. Злото като необходим начин за възпитание към Бога и в крайна сметка нещо добро. Злото като божия воля: Един друг поглед към Библията отрича, че Бог трябва да отговаря единствено за онова, което хората оценяват като „добро“, а че е отговорен за всичко, ако трябва да се вземе на сериозно неговото всемогъщество. Ето някои цитати от Библията на тази тема:
- Библията ясно казва, че Бог е създал и нещастието: "Аз [Бог] образувам светлината и СЪЗДАВАМ тъмнината, предизвиквам Доброто и СЪЗДАВАМ нещастието. Аз, Йоие Алуим (Ieue Aluim) правя всичко това" (Йез. 45:7).
- „ВСИЧКО, тоест без изключение всяко същество, служи на Бог“ (Псалм 119:91)
- И неверието се разглежда като предизвикано от Бог, тъй като „Бог Ви дава дух на упоението, очи, които не виждат...“ (Рьо. 11:8); „то [нашето Евангелие] е скрито за онези, които са заблудени и при които Богът на този еон заслепява мислите на невярващите за да не може светещия гланц на евангелието да освети великолепието на Христос“ (2. Кор. 4:4).
- „Какво трябва да си представим? Естествено не, че има несправедливост при Бог! Дано не това да е заключението! Тъй като Той казва на Мойсей: Ще се смиля, над когото искам и съчувствие ще имам към оня, на когото искам да съчувствам. Следователно става въпрос не за Искащия, нито за Тичащия, а за милостивия Бог. Тъй като писанието казва на Фараона: Ето точно за това те събудих, за да ти покажа силата си и за да се съобщи името ми по цялата земя. След това се смилява над когото иска, но и наказва, когото желае.“ (Рьомер 9:14 – 18, също 2. Мойсей 4:21, 9:12, 14:4, 14:7).
- „А ти ще отвърнеш: Какво порицава Той още? Кой, когато и да е, е противоречал на Неговите намерения? – О, човеко, наистина, кой си ти всъщност, за да даваш такъв отговор на бог? Картината няма да отговори на нарисувалия я: Защо ме направи така? – Няма ли грънчарят власт над глината за да направи от една и съща маса един съд за чест и друг за безчестие?“ (Рьомер 9: 19 – 21).
- На Бог се приписва силата да е в състояние без уговорки да спре напълно действията на сатаната и да ги ограничи, както ще се случи през следващия еон: "Той [един вестител на Бога] обузда дракона, прастарата змия (която е завръщането на сатаната) и го върза за 1000 години." (Предск. 20:1ff).
- Така и разпъването на Христос било залегнало твърдо в плана Му, и никой не е бил в състояние да го предотврати: "Херодес, както и Пилат Понтийски [бяха събрани] с … народите на Израел за да изпълнят всичко, което твоята ръка и решенията ти бяха предопределили, че трябва да се случи." (Апол. 4:26 – 28)

## Божиите качества трябва да се премислят наново
За въпроса с теодицеята от характеристиките на Бог са решаващи (приетите) безкрайна доброта, всемогъщество, непредставимост и всемъдрост.
Безкрайната доброта на Бог става относителна. Някои теолози и философи – отчасти основавайки се на библейски сказания – защитават мнението, че Бог сами по себе си е много сложен и не е само добър. „Добрият“ Бог представлява по този начин едно окастряне на библейския образ на Бог, при което, въпреки всичко, трябва да имаме доверие в този божествен аспект. Известни са разграниченията на Лутер и Шелинг: Лутер разграничава едно от друго Deus absconditus (скрития Бог; ярост, закон) и Deus revelatus (разкрития Бог, любов, Евангелие); Шелинг разграничава между основание и съществуване, при което основанието е причината за Злото.
Библията разглежда Бог като произход на цялата действителност. Тъй като и Злото се схваща като реално, безкрайната доброта на Бог не се дефинира с това, че той е само добър, а с това, че той иска и твори единствено доброто. Тази относителна безкрайна доброта се показва в Библията често с това, че Бог бива наречен ГОСПОД, който в добротата си направлява и ръководи хората да живеят според заповедите му и както него да искат и да правят единствено добро. Тъй като Бог сам се релативира, човекът може да влезе в отношения с него. Това съответства очевидно на смисъла на първоначалното сътворение и не съществува едва от времето post lapsum. Грехът означава до голяма степен проблематизирането на това обстоятелство.
Едно в още по-голяма степен амбивалентно представяне на Бога се среща например в индуизма, в старата египетска религия (египетската митология), в гръцката митология или в германската митология, където боговете не се разглеждат като абсолютно добронамерени и добри. Те обединяват в себе си качества на помагащи и носещи мир с разрушително-яростни и войнствени. В този смисъл едно амбивалентно представяне на Бог също представя Неговата абсолютна доброта като нещо относително.
Божията справедливост се противопоставя на Неговата доброта. Аргументите са, че справедливостта на Бог изисква да не е в състояние да действа всякога в посока на максимално благополучие. Човешкото страдание се разглежда като „заслужено наказание“ за човешки грешки и/или неизпълнение на Божиите заповеди и/или заради грях, тоест за разделянето на човека от Бога. На този аргумент може да се отвърне, че човешкото страдание често е несъразмерно с вината на пострадалия, че и невинни страдат, например кърмачета. Така не се решава проблема, а се преиначава само в смисъла на: „Съвместимо ли е учението за един всемогъщ и справедлив Бог с опита ни от един свят, изпълнен с несправедливости?“
В книгата на Хиоб при този въпрос на преден план се изтъква индивидуалната претенция на невинно страдащия да изпита реално божие присъствие.
Божията безкрайна доброта се разграничава от човешките представи за доброта. Божията безкрайна доброта не може да бъде обхваната от човешките представи, според тази аргументация. Човешкото понятие за доброта описва безкрайната доброта на Бога несъвършено и с грешки. Противоречието в проблема на теодицеята е просто последица от грешността на човешките понятия. Контрааргументи към това обяснение дава философът Нобрет Хьорстер (Norbert Hoerster): “Ако онази доброта, която вярващият в максимална степен приписва на Бог, не трябва да включва дори онази скромна форма на доброта, която може да се припише по логиката на един обикновен човек, тогава вярващият е формулирал убеждението си (че Бог е безкрайно добър, тоест че притежава максимум доброта) очевидно грешно. Една „доброта“, която няма връзка с онова, което ние разбираме в човешките отношения под това понятие, е празна дума.“

### Божието всемогъщество се представя като относително

#### чрез приемане на свободата на човека
По-нататъшни предпоставки за решение на въпроса се намират в предположението, че Бог е предоставил свобода и самостоятелна отговорност на човека в неговите действия.
- Тъй като временния земен живот представлява много ценно, но не най-ценното благо, не трябва нито от Бог, нито от човека да се преследва с всички средства. Най-високата цел, съответно благо за човека според християнската вяра, е вечния живот, тоест максимално възможното единение с Бога. Ако е необходимо, заради това Бог може да приложи физическото страдание или да допусне моралното (не да го причини директно!). Тази идея получава в иносказанията на Берта Дудеш (Bertha Duddes) допълнителна, по-дълбока обосновка. Според тях човешката свободна воля е неизменен, даден от Бога атрибут, който създаденото същество трябва да използва по време на съществуването си като човек, за да се обърне съзнателно към своя Бог и Създател. Само правилното, неограничено волево решение за и към Бога и свързаното с това връщане в божия ред, гарантира истинско „чадо божие“, което не може да бъде създадено с волево действие от страна на Бог, тъй като този акт създава единствено „насочен“ към божията промисъл индивид, който не би могъл другояче освен да мисли, да желае и да действа в съответствие с божията воля. По този начин от страна на Бог е допустимо, една голяма част от последствията на човешките действия или липса на действия да са на личната отговорност на човека и то с толкова повече отрицателен заряд, колкото по-дълго те съзнателно се движат извън божествения ред според християнските разбирания за активно прилагане на любовта и любовта към ближния.
- Ако приемем, че Бог не може да попречи на страданието в полза на човешката свобода и съответно остава до голяма степен пасивен, то тогава се поставя въпроса за дистанцирането на Бог от страданията на този свят. Тук идва ред на една теория „passio continua“, според която Бог не е дистанциран от земното страдание, а страда от несправедливостта на света – и то не само мислено-духовно, а и чрез самия себе си: преживяно и изстрадано чрез страданията Христови, върхът на посвещаването.

#### чрез предположението, че Бог се е оттеглил от хората, тъй като го отхвърлят
Основание за тази теза (представлявана напр. от В. Буш (W. Busch) е наблюдението, че в западния свят секуларизацията все повече напредва. Божиите заповеди не се спазват и на повечето хора даже са напълно непознати. Това е едно ясно „не“ към Бог от страна на нехаещите. Но това не е „не“ от страна на незнаещите. Бог респектира това очевидно окончателно решение и се отдръпва до голяма степен, но не напълно. Тъй като Бог знае, че човека се учи и в един духовно по-напреднал момент, въз основа на зряла оценка, че се нуждае от божията помощ, е в състояние да вземе друго решение, което може да съдържа задълбочени познания и разбиране.
Д. Бонхьофер (Dietrich Bonhoeffer) развива в едно от писмата си това виждане до крайната му степен: „... Пред и с Бог ние живеем без бог. Бог се оставя да бъде натирен на кръста от този свят, Бог е безсилен и слаб в света и само и единствено така той е при нас и ни помага.“

#### чрез предположението, че сътворението „не е довършено“
Теолози на Новия Завет като хайделбергския специалист Клаус Бергер (Klaus Berger) обръщат внимание на обстоятелството, че библията и съответно християнската вяра нямат за цел да дадат отговор на въпроса за произхода на Злото, а по-скоро да покажат, че Бог е спасението от него (злото). Не Бог е създал Злото, а Злото вече е съществувало, когато Бог е започнал да ръководи света. В Стария Завет на библията Бог създава света като едно царство на ред, измъкнато от противоречащия на живота хаос. Хаосът и силите, които заплашват хората и живота, съгласно тази теза, са отблъснати за момент, но силите на хаоса продължават да са тук и да са опасни, щом присъствието на Бог намалее. По този начин по принцип се подлага на съмнение всемогъществото на Бог, което не е познато в този си вид в библейското мислене, а по-скоро от влиянието на гръцкото мислене. Съгласно тази теза Бог е в положение да изгражда царството си в един зъл свят с едно несъвършено творение и Той не може да го направи с щракване на пръсти и за един момент (така понятието за всемогъщество е грешно). Всемогъществото, според тази теза, трябва да се разбира в смисъл, че в края на краищата пророчеството за царството Божие и за съвършеното творение ще се изпълни и че Бог е по-могъщ от всички други сили в пространството и времето, но не че Бог причинява всичко навсякъде и по всяко време. Тайнството на времето се намира между „слабото творение“ и изпълването на пророчеството. Бергер казва в един цитат: „Бог не е жесток, в това съм все по-убеден в моя живот на изучаващ Новия Завет. А всякога, когато се случи нещастие, това е собствена закономерност на това творение. Когато някой бяга пред колата и тя го прегази, не е жестокия Бог, а това са природните закони. Който по такъв начин игнорира червения светофар, на него не може да му се помогне. Чудеса за подобни поводи не са предвидени. Няма човешко право за чудеса. Смъртта е част от творението, защото то е слабо. Бог желае преодоляването на смъртта във всичките ѝ форми.“

#### чрез позоваване на Христос на кръста
Чрез разпъването на Христос безсилието на Бог е станало ясно (Доротея Золе (Dorothee Sölle): „Бог няма други ръце освен нашите “). Същевременно в страданията се описва особената близост на Бог към човека. Бог излиза от себе си и се подлага на човешката жестокост, за да покаже перспектива, която стига до вечността.

#### чрез теорията на дуализма
Злото се обяснява с паднали ангели, сатаната, демиурзи или чрез конкуриращи се световни принципи. Като пример за това може да послужи староперсийската религия, която изхожда от това, че света се владее от два еднакво силни пра-принципа: От една страна добрия, даващия, божествения принцип, от другата страна лошия, вземащия, противния на Бог принцип. По този начин представено, всемогъществото на Бог става относително, тъй като двата, неразривно свързани принципа, дават една дуалистична представа за Бог, съдържаща добро и зло.
Други, също дуалистични представи за Бог, се намират в гностиката и в манихейството. Един атеистичен пример би бил инг-янг от китайската философия, който обяснява случващото се в света посредством дуалистични пра-принципи.

#### чрез независимостта на ангелите
В гностични писания произходът на Злото се описва чрез едно неприемливо за Бог поведение на някои от ангелите. Те видели Адам, който бил създаден по божие подобие, и му се присмели заради слабостта му. Тъй като Бог отритнал тези ангели те се превърнали в негови врагове. И тъй като не могат да надвият Бог, искат да разрушат божието творение чрез една изтощителна борба. Човекът може да се насочи към създателя си или да попадне във властта на тези ангели на самоунищожението.
Божията премъдрост (всезнаене) става относителна.
Гностиката разглежда човека като предвиден за съвършена връзка с Бог. Чрез греха по-нататъшното развитие на творението става несъвършено, поради което, връзката на човека с неговия Създател и произход е влошена. Човекът страда от това обстоятелство. Бог се обвива поради греха в мъгла, която дава на човека дистанцията и свободата през времето, което му е отредено, да живее в грях, ако той желае това. Божията премъдрост се превръща в предупредителна повеля на една абсолютна свещена справедливост, която не остава ограничена само до този свят.

### Признава се съществуването на Злото и добротата, всемогъществото и премъдростта на Бог
Няма решение.
Според Карл Барт (Karl Barth) няма решение на проблема с теодицеята. Ние нямаме право да обвиняваме Бог. Ние можем единствено да говорим диалектически за парадокс (К. Барт: Злото е „невъзможната възможност“).
По подобен начин се изказват и съвременни теолози като ръководителя на евангелистката църква във Вестфален Алфред Бус (Alfred Buß): „Честната теология признава, че на въпроса за смисъла на страданието няма отговор. Който въпреки всичко се опитва да го намери, сее единствено заблуди.“ (в есето на Карстен Хуун (Karsten Huhn) „Как може Бог да допуска това?“)
Почти 2000 години преди това има подобни формулиравки в мъдростите на бащите, в част от мишната – основен труд на еврейската етика: Равинът Янай казва: „Не ни е писано да разберем, защо богохулниците живеят в охолство, а справедливите в страдание.“ (глава IV, стих 19)
В метафизиката разсъдъкът достига границите си (Кант (Kant).
Ние сме твърде ограничени за да спекулираме метафизично. Тук разсъдъкът достига границите си (Е. KANT, 1791: Über das Mißlingen aller philosophischen Versuche in der Theodizee (За провала на всички философски опити в теодицеята).
Привлечения за намиране на вярното решение материал и развитите от него теологично/философски мисловни модели са недостатъччни.
Теологично признати значими предания като християнската библия, съгласно тази теза, не могат да претендират да са абсолютно пълни и без противоречия. Теологично/философското познание, което може да бъде почерпено единствено от тези източници, е недостатъчно за да се изгради достатъчно убедителна картина за мотивите, плановете и целите на един пределно съвършен Бог, комуто се приписват във висша степен любов, мъдрост и сила. (Възможно разширение на източниците, виж: мистика, нови пророчества.)
Указание за съпричастието на Бог.
„Бог е при страдащия. Бог не ни измъква отведнъж от страданието, но когато страдаме и сме сразени, той е съпричастен с нас.“ (Маргот Кесман (Margot Käßmann)
Безусловна вяра в Бог вместо търсене на рационални решения (Кюнг (Küng).
Чрез страдание човек трябва да постигне живота. Защо това е така, защо това е добро и смислено за човека, защо без страдание не е по-добре, това всичко никой разсъдък не може да проумее. Но това може да бъде прието за смислено още в настоящето с доверие в страданието, смъртта и новия живот на Христос, с увереност в надеждата за едно откровение за сетивата в края (на живота) (Н. KÜNG, 2003: Christ sein (Да бъдеш християнин).
Безусловно и безкрайно доверие в Бог, въпреки неспособността да се реши загадката на страданието и на злото, за това пледира Кюнг с обещанието, че там страдащият, съмняващият се, отчаяният човек намира последна опора; по този начин не може да се „обясни“ страданието, но може да се издържи. Така Кюнг измества акцента на проблема с теодицеята: Настрани от проблема за логическото противоречие между две твърдения към въпроса за качеството на отношението на вярващия човек към неговия бог и към въпроса, какво въздействие може да има това доверие към Бога в живота на един човек, особено върху живота на един страдащ човек.
Промяна на въпроса. Петер Хаане (Peter Hahne) обръща внимание на факта, че въпросът Защо? (... Бог е допуснал това) не ни помага да вървим напред. Ако от въпроса защо? направим въпроса За какво?, би могло да има отговори на въпроса за индивидуалното страдание.
Въпросът за теодицеята се отхвърля като богохулен.
Някои вярващи заявяват, че човек няма право да поставя въпроса с теодицеята. Теологът Ханс Кюнг говори за самонадеяност да искаме като неутрален и едва ли не невинен цензор да обявяваме присъдата си за Бог и света. Други, измежду тях и вярващи, отговарят, че при въпроса за теодицеята не става въпрос да си съставяме преценка за Бог, а да си съставим преценка за вярата: преценка за това дали въпреки проблема с теодицеята е оправдана вярата в един всемогъщ и добър бог.

### Отрича се съществуването на какъвто и да е бог
Изводи на атеистите и агностиците.
Атеистичният извод от, както се е мислело, провалената теодицея, печели поддръжници в края на 18 век. Когато след земетресението в Лисабон 1755 оптимистичното Лайбницово решение на теодицеята загубило за мнозина достоверността си, съвсем малка крачка било, вместо божията доброта да се отрече и съществуването на Бога. Одо Маркварт (Odo Marquard): "[След 1755] било очевидно да се мисли: Теодицеята не се решава там, където – както при Лайбниц – Бог бива оправдан според съзидателния принцип ‘целта оправдава средствата’, а едва там, където Бог бива освободен от изискванията на този принцип. Където този принцип остава в сила като принцип на съзиданието, трябва да има следното следствие: Бог трябва – в полза на добротата си – да бъде освободен от ролята си на Създател, трябва да му е позволено, даже да му се намекне – като спасение на неговата доброта – собственото му несъществуване... Чрез този атеизъм ad maiorem Dei gloriam човекът става наследник на функциите на Бог: не само на неговата функция като създател, а даже и в това … в неговата функция на обвинител на теодицеята." Така теодицеята стига до историческата философия през втората половина на 18 век. На божията доброта, всемъдрост и всемогъщество продължава да се държи. За спасение на трите класически характеристики, обаче се отрича съществуването (на така дефинирания) бог.
Много атеисти и агностици заключават от проблема на теодицеята, че трябва да се отрече съществуването на някакъв всемогъщ, безкрайно добър и премъдър бог, както го познават много религии (Виж също „бръснача на Окам“ или „Най-простата теория е най-добрата “).
Будизъм
В будизма също се съдържа атеистично предложение за решение на теодицеята. Буда, съответно Сидхарта Гаутама, формулира тезата, че страданието е резултат от жаждата за живот на човека, от неговото трескаво вкопчване в живота с неговите материални блага. Ако човек се откаже от опити за обяснение на божественото и на света и ако се откаже от неограничената си жажда за живот, то той ще постигне свещеното безгрижие, което ще го направи напълно независим и ще го остави да живее без страдание. Следователно будизмът предлага едно атеистично решение на проблема с теодицеята.

### Принцип: Бог не се намесва в света
Една прагматична изходна позиция за решение на проблема е да се постулира, че Бог е създал света с потенциал за развитие и не се намесва повече в него (деизъм). Тъй като това би пречело на потенциала на света и на свободната воля на човека. Една намеса на Бог за предотвратяване на страданието, ще деградира света до негова лаборатория и нас до лабораторни мишки, и в крайна сметка ще донесе повече вреда отколкото полза. Този принцип обаче противоречи на сказанията на много религии (Библията на християнството, Тората и Талмуда на юдейството, Корана на исляма и други), които без изключение говорят за намеса на техните богове и след сътворението.

## Проблемът на теодицеята като проблем на спасението на душата
Когато вярващи биват повалени от тежко страдание, могат да възникнат въпроси, с които те се обръщат към техните свещеници.
Въпросът за личната вина: „Защо аз трябва да страдам така? Толкова ли тежко съм прегрешил, че така тежко да съм наказан?“, питат някои вярващи.
Свещеникът може да отговори, че не всяко страдание може да се обясни като наказание за особени грехове. В книгата Хиоб се разказва за един религиозен човек, който въпреки това е сполетян от тежко нещастие. Един християнски свещеник може да се обърне към евангелие от Йоан, където Исус казва за един сляпороден: „Нито той, нито родителите му са съгрешили...“ (Йоан 9, 3)
Съмнения във вярата.
Тежкото страдание може да предизвика у вярващите въпроси като:„Наистина ли Бог е добър? Справедлив ли е? Всемогъщ ли е? Има ли го изобщо?“
Като отговор свещеникът може да посочи някой от по-горните тези за решение на проблема. Или да посочи „няма решение“, каквато теза се застъпва днес от Карл Барт и други съвременни теолози.

## В исляма
В исляма този проблем не съществува – в него Бог е творец на доброто и злото. Коран 2/78
"78. Където и да сте, смъртта ще ви догони, дори да сте във въздигнати кули. И ако ги достигне добрина, казват: „Това е от Аллах.“, а ако ги сполети злина, казват: „Това е от теб [о, Мухаммад]!“ Кажи: „Всичко е от Аллах.“ Какво им е на тези хора, та почти не проумяват дума?"
Впрочем тази концепция е изложена ясно далеч преди това в еврейската Библия (Танах, Старият завет), където в книгата на Исая 45:7 е формулирана по следния начин: "Аз създавам светлината и творя тъмнината; правя мир, творя и зло! Аз съм Господ (Яхве), Който правя всичко това." . В този смисъл поне за евреите от VI в. пр. н.е техният Бог е също така и творец на злото.